# Суперкубок Данії з футболу 2001
Суперкубок Данії з футболу 2001 — 7-й розіграш турніру. Матч відбувся 7 жовтня 2001 року між чемпіоном Данії «Копенгагеном» та володарем кубка Данії «Сількеборгом».
| Володар Суперкубка Данії 2001 |
| ----------------------------- |
|                               |
| «Копенгаген» Другий титул     |

## Матч

### Деталі
| 7 жовтня 2001 |

| Копенгаген             | 2:0 | Сількеборг |
| ---------------------- | --- | ---------- |
| Зума 33' Фредгаард 77' |     |            |

| Паркен, Копенгаген Глядачів: 2 007 |